# 로어 (프로게이머)
로어(본명: 오장원, 1995년 8월 16일 ~ )는 대한민국의 전직 리그 오브 레전드 프로게이머이다. 선수 시절 포지션은 AD 캐리였으며 아이디는 Roar를 사용했다.

## 선수 시절
2013 6월, Eat Sleep Game에 입단하면서 프로 커리어를 시작했다. 이후 팀이 진에어에 합류하면서 진에어 그린윙스 펠컨스로 합류했다. 
2014년 12월, CJ 엔투스에 입단했다. 하지만 2015년 2월, 팀에서 퇴단했다.
2015년 2월, Incredible Miracle에 입단했다. 입단 후 챌린저스 코리아 서머 2015 리그 2 준우승에 기여했다.
2016년 5월, 에이펙스 게이밍에 입단했다.

## 수상 내역
- 네네치킨 리그 오브 레전드 챌린저스 코리아 서머 2015 리그 2 준우승